# Bumbuna
Bumbuna é uma cidade da Serra Leoa na província do Norte (Northern). Está localizada às margens do rio Rokel
Está localizada nas coordenadas 9° 3' 0" norte e 11° 43' 60" oeste a 221 metros de altitude.